# Härlövs IF

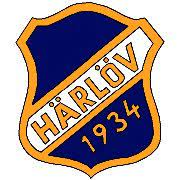
Härlövs IF

Härlövs IF är en idrottsförening i Kristianstad. Klubben bildades den 10 september 1934, och utövar bland annat orientering, friidrott och längdskidåkning. Tidigare har föreningen även haft en sektion för handboll med Härlövshallen som hemmahall. Hallen heter numera Slättängshallen. Sektionen lades ned under 1990. Den mest kände idrottaren med Härlövs IF som moderklubb är handbollsspelaren Marcus Ahlm som via IFK Kristianstad, Alingsås HK och IFK Ystad gick till THW Kiel där han blev lagkapten och vann bland annat Bundesliga, Tyska Cupen och EHF Champions League. Marcus gjorde 115 landskamper och vann handbolls-EM 2002.